# Maria Mena

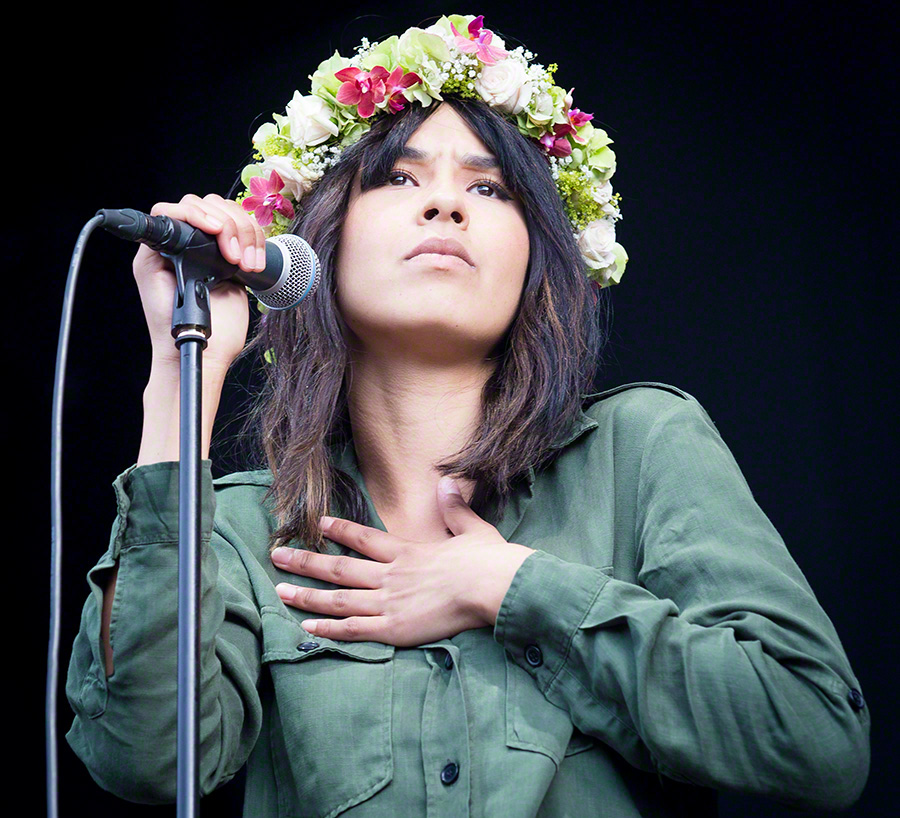
Maria Mena (2016)

Maria Viktoria Mena (Oslo, 19 febbraio 1986) è una cantautrice norvegese.

## Biografia
Maria Mena nasce in una famiglia di artisti. Suo padre, chitarrista, suonò in diverse band di Oslo, indirizzando Maria alla musica. A 13 anni inizia a scrivere testi e musiche come valvola di sfogo.
Nel 2001 la Sony Music, dopo aver ascoltato un suo demo, le offre un contratto discografico. Nel 2002 esce il suo singolo d'esordio "Fragile (Free)" in Norvegia, ma non ha molto successo. Il secondo singolo è "My Lullaby", che si piazza al quinto posto della classifica dei singoli norvegesi, ricevendo moltissimi passaggi radiofonici. La prima versione del video (così come quella del video del singolo "Free") è stata girata a Cagliari nel 2002. Dopo il successo del secondo singolo, esce il suo album d'esordio, "Another Phase", che ha raggiunto il sesto posto nella classifica di vendita degli album norvegesi.
Nel 2004 esce in Norvegia "Mellow", il suo secondo album. Pochi mesi più tardi esce, destinato al mercato statunitense, "White turns Blue", una raccolta di brani tratti dal primo e del secondo album.
Il 2005 vede l'uscita di "Apparently Unaffected", terzo e ad oggi più venduto album della Mena, commercializzato in diversi paesi europei. L'album è un successo sia a livello di vendite che di critica, facendo guadagnare alla cantautrice diversi dischi d'oro e molti premi. Il singolo "Just Hold Me" ha raggiunto una certa popolarità in tutta Europa. "Belly Up" è il primo singolo dell'album di Maria "Cause and Effect", uscito internazionalmente il 26 settembre 2008, seguito da "All this time".
Nel 2010 Maria Mena ha scritto il brano "Home for Christmas" che fa parte della colonna sonora del film "Hjem til Jul".
Il 27 maggio 2011 è uscito "This too shall pass", il primo singolo di un nuovo album della Mena intitolato "Viktoria" che dovrebbe uscire in autunno 2011, come annunciato dalla stessa cantante nel suo blog.
Nel 2015 esce "Growing Pains".

## Discografia

### Album in studio
- 2002 - Another Phase
- 2004 - Mellow
- 2004 - White Turns Blue
- 2005 - Apparently Unaffected
- 2008 - Cause and Effect
- 2011 - Viktoria
- 2013 - Weapon in Mind
- 2015 - Growing Pains

### Singoli
- 2002 - Fragile (Free)
- 2002 - My Lullaby
- 2004 - You're the Only One
- 2004 - Just a Little Bit
- 2004 - Blame It on Me
- 2005 - Miss You Love
- 2006 - Just Hold Me
- 2006 - Our Battles
- 2006 - Nevermind Me
- 2008 - Belly Up
- 2008 - All This Time
- 2010 - Home for Christmas
- 2011 - This Too Shall Pass